# Ekibastuzes Fýtbol Klýby
L'Ekibastuzes Fýtbol Klýby (in kazako Екібастұзец футбол клубы?, in traslitterazione anglosassone: FK Ekibastuzets), è stata una società calcistica kazaka con sede nella città di Ekibastuz. Ha militato per 14 stagioni nella Qazaqstan Prem'er Ligasy, la massima serie del campionato kazako.
Fondato nel 1979, ha disputato le partite interne nello Stadio Shahter di Ekibastuz, impianto da 8.500 posti.
Ha vinto un campionato kazako di seconda divisione, nel 2002.

## Cronistoria del nome
- 1979: Fondato come Ugolshik
- 1980: Rinominato in Ekibastuzes
- 1993: Rinominato in Batyr
- 2002: Rinominato in Ekibastuzes

## Palmarès

### Competizioni nazionali
- Campionato kazako di seconda divisione: 1

2002

### Altri piazzamenti
- Qazaqstan Top Division:

Secondo classificato: 1993, 1998